# Emma Baratta
Emma L. Baratta (ur. 5 lipca 1984) – amerykańska szablistka, srebrna medalistka mistrzostw świata.
Podczas mistrzostw świata w Nowym Jorku w 2004 roku Amerykanki w składzie: Emma Baratta, Emily Jacobson, Sada Jacobson i Mariel Zagunis zdobyły drużynowo srebrny medal.
Zdobyła ponadto brązowy medal indywidualnie i srebrny drużynowo na igrzyskach panamerykańskich w Rio de Janeiro (2007).
Nigdy nie wzięła udziału w igrzyskach olimpijskich.